# Lake Wahtopanah
Lake Wahtopanah är en sjö i Kanada.   Den ligger i provinsen Manitoba, i den sydöstra delen av landet, 1 900 km väster om huvudstaden Ottawa. Lake Wahtopanah ligger 464 meter över havet. Arean är 6,5 kvadratkilometer. Den sträcker sig 8,5 kilometer i nord-sydlig riktning, och 5,1 kilometer i öst-västlig riktning.
Trakten runt Lake Wahtopanah består till största delen av jordbruksmark. Trakten runt Lake Wahtopanah är nära nog obefolkad, med mindre än två invånare per kvadratkilometer.